# The Rolling Stones European Tour 1967
The Rolling Stones European Tour 1967 fue una gira de conciertos de la banda que hicieron por Europa, comenzó a realizarse el 25 de marzo de 1967 hasta el 17 de abril de 1967.

## Banda
- Mick Jagger voz, guitarra
- Keith Richards guitarra, voz
- Brian Jones guitarra
- Bill Wyman bajo
- Charlie Watts batería

## Lista de canciones
Aunque no se tiene constancia del setlist exacto de aquella gira, las siguientes fueron las canciones recurrentes:
1. "The Last Time"
2. "Paint It, Black"
3. "19th Nervous Breakdown"
4. "Lady Jane"
5. "Get off of My Cloud"
6. "Yesterday's Papers"
7. "Under My Thumb"
8. "Ruby Tuesday"
9. "Let's Spend the Night Together"
10. "Goin' Home"
11. "(I Can't Get No) Satisfaction"

## Fechas de la gira
- 25/03/1967  Idrottens Hus, Helsingborg
- 27/03/1967  Vinterstadium, Örebro
- 29/03/1967  Stadthalle, Bremen
- 30/03/1967  Sporthalle, Colonia
- 31/03/1967  Westfalenhalle, Dortmund
- 01/04/1967  Ernst-Merck-Halle, Hamburgo
- 02/04/1967  Stadthalle, Viena
- 05/04/1967  Palazzo Dello Sport, Bolonia
- 06/04/1967  Palazzo Dello Sport, Roma
- 08/04/1967  Palalido Palazzo Dello Sport, Milán
- 09/04/1967  Palazzo Dello Sport, Génova
- 11/04/1967  L'Olympia, París
- 13/04/1967  Palac Kulturi i Nauki, Sala Kongresawa, Varsovia
- 14/04/1967  Hallenstadion, Zúrich
- 15/04/1967  Houtrusthal, The Hague
- 17/04/1967  Panathinaikos Stadion, Atenas